# Stena Aliakmοna
Stena Aliakmοna este o arie protejată (arie specială de conservare — SAC, sit de importanță comunitară — SCI) din Grecia întinsă pe o suprafață de 3.583,56 ha, integral pe uscat.

## Localizare
Centrul sitului Stena Aliakmοna este situat la coordonatele 40°26′47″N 22°13′22″E / 40.446321°N 22.222688°E.

## Înființare
Situl Stena Aliakmοna a fost declarat sit de importanță comunitară în august 1996 pentru a proteja 5 specii de animale. Situl a fost protejat și ca arie specială de conservare în martie 2011.

## Biodiversitate
Situată în ecoregiunea mediteraneană, aria protejată conține 5 habitate naturale: Sarcopoterium spinosum phryganas, Păduri panonice-balcanice de stejar turcesc - stejar sesil, Păduri de Quercus frainetto, Păduri de Platanus orientalis și Liquidambar orientalis (Platanion orientalis), Păduri de pin (sub-) mediteraneene cu pini negri endemici.
La baza desemnării sitului se află mai multe specii protejate:
- mamifere (1): vidră de râu (Lutra lutra)
- pești (4): Barbus balcanicus, Cobitis vardarensis, Rhodeus meridionalis, Romanogobio elimeius

Pe lângă speciile protejate, pe teritoriul sitului au mai fost identificate 4 specii de mamifere, 2 specii de pești.